# Transferencia fallida

Transformación genética habitual: Un gen de la célula bacteriana 1 es movido a la célula bacteriana 2.

La transferencia fallida o transferencia abortiva es cualquier transferencia de ADN bacteriano de células donantes a células receptoras que no sobreviven a la transducción ni a la conjugación bacteriana. En todo caso, el fragmento transferido puede ser diluido durante la fase de proliferación. Las fallas en la integración del ADN transferido al material genético de la célula receptora pueden deberse a:
- Incapacidad del ADN entrante para formar una molécula circular
- Después de la circularización, la molécula circular es defectuosa para su mantenimiento, haciendo que la transferencia tenga lugar en forma de plásmido. Los genes que están localizados en la parte correspondiente del ADN pueden expresarse en las células receptoras.[1][2][3]